# Фрауэнкирхе (Мюнхен)
Собор Пресвятой Девы Марии (нем. Der Dom zu Unserer Lieben Frau — Собор Нашей любимой Дамы), именуемый в обиходе Фрауэнкирхе (нем. Frauenkirche), — самая высокая церковь Мюнхена. Одна из главных достопримечательностей города. С 1821 года храм служил кафедральным собором католической архиепархии Мюнхена и Фрайзинга.

## История

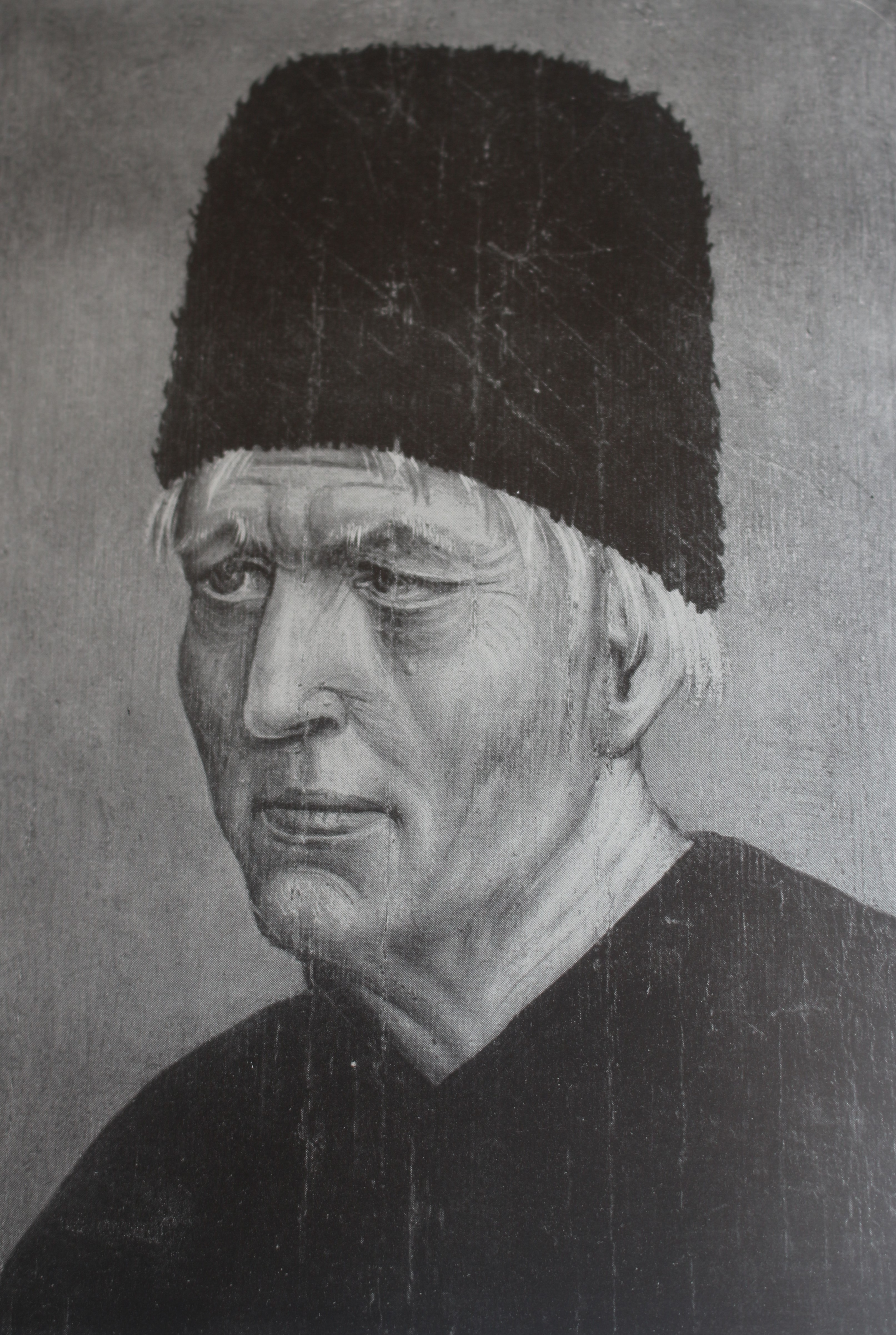
Йорг Гангхофер (?—1488), мастер-строитель Фрауэнкирхе

В XIII веке семья Виттельсбахов построила на месте будущего собора (в то время на окраине города) капеллу Девы Марии. Со временем капелла стала приходской церковью. Трёхнефная базилика в стиле поздней романики имела фасад с двумя симметричными башнями, нартексом на западе и хором на востоке. «Людвиг Баварец» из рода Виттельсбахов отремонтировал хор в готическом стиле и устроил там надгробие своей жены Беатрикс фон Шлезиен-Швейдниц, умершей в 1322 году. Там же он сам был похоронен в 1347 году. С тех пор церковь служила усыпальницей мюнхенской линии семьи Виттельсбахов.
Рост населения города требовал строительства новой церкви. Главным строителем был Йорг фон Хальсбах (Jörg von Halsbach; также: Йорг Хальспах или Йорг Гангхофер: Jörg Ganghofer), который в то же время, в 1470 году, строил старую мюнхенскую ратушу. Он выбрал простой тип кирпичного здания. Городской совет согласился по материальным причинам, поскольку поблизости не было каменных карьеров. 9 февраля 1468 года герцог Сигизмунд и епископ Тюльбек заложили камень в фундамент новой Мариенкирхе.
Строительство шло довольно быстро. Перекрытие было деревянным. Башни, кроме шпилей, были завершены в 1488 году. Таким образом, храм был закончен всего за двадцать лет, что было коротким сроком строительства по сравнению с возведением других больших церквей. Йорг фон Хальсбах умер вскоре после завершения работ и был похоронен в церкви.
В последующие века церковь постепенно перестраивали. Необычной формы купола башен появились в 1525 году. В 1620 году был добавлен монументальный главный алтарь работы фламандского скульптора Петра Кандида (Peter Candids), представляющий Вознесение Девы Марии. Кенотаф Людовика Баварского 1622 года из чёрного полированного известняка и бронзы, украшенный бронзовыми фигурами из нереализованной гробницы Альбрехта V, несколько раз в истории переносили с места на место. Постепенно, в XVII—XVIII веках, все алтари были украшены новыми картинами и запрестольными образами. В 1770—1772 году Игнац Гюнтер сделал новые дверные створки и рельефы хора. Наконец, в 1780 году была добавлена кафедра Романа Антона Бооса.
В ходе секуляризации Баварии в 1802—1803 годах монастырь при церкви был упразднён, а часть убранства уничтожена или конфискована баварским государством. Однако при последующей реорганизации церковного управления резиденцией архиепископа стал Мюнхен, и с тех пор Фрауэнкирхе, построенная как приходская церковь, стала собором. В соборе могли разместиться до 20 000 прихожан, в то время как на момент окончания строительства население Мюнхена составляло всего 13 000 человек. В наше время скамьи прихожан вмещают около 4000 человек.
C 1858 по 1868 год архитектором Матиасом Бергером проводилась реконструкция интерьера храма в стиле неоготики, была удалена большая часть прежней мебели эпохи Возрождения и барокко. Были заменены алтари и кафедра. Это соответствовало европейской практике церковного строительства XIX века, на которую повлияли идеи Эжена Виолле-ле-Дюка.
Во время Второй мировой войны Фрауэнкирхе сильно пострадала от воздушных налетов с 1943 по 1945 год, свод нефа частично обрушился, некоторые помещения были полностью разрушены. После окончания войны при расчистке храма неоготическую мебель распилили и убрали. Церковь была снова перестроена в 1948—1955 годах «в неукрашенном виде». От первоначального убранства сохранились только витражи хора, отдельные картины и скульптуры, которые были дополнены другими предметами, доставленными из Епархиального музея во Фрайзинге. После тщательной реставрации с 1989 по 1994 год внутреннее убранство церкви богаче, чем в первые послевоенные десятилетия.
С собором связывают много легенд. По одной из них архитектор заключил сделку с дьяволом, чтобы тот поспособствовал постройке столь большого здания. Дьявол согласился при условии, что в церкви не будет окон. И действительно, с одного места колонны скрывают оконные проёмы. Когда дьявол вошёл ему не было видно окон и он топнул ногой от удовольствия. Но когда он сделал шаг вперёд, появилось множество окон, и он должен был понять, что ошибся. Поэтому посреди нефа есть «ступенька дьявола»: след от удара ноги.
В алтаре церкви захоронен баварский архитектор Йозеф Эффнер.

## Архитектура
Здание представляет собой позднеготический трёхнефный зальный храм, построенный почти полностью из кирпича, с полигональным Деамбулаторий деамбулаторием с капеллами по длинным сторонам. Карнизы здания выполнены из известнякового туфа.
Длина здания 109 м, ширина 40 м, высота сводов — 37 м. Общая высота собора составляет 99 метров. Вопреки распространённой легенде о том, что две башни с их характерными куполами отличаются по высоте ровно на один метр, они почти одинаковой высоты: северная башня имеет размеры 98,57 метра, южная башня 98,45 метра. Поскольку городская администрация в центре города не разрешает строить здания высотой более 100 метров в пределах кольца Миттлерер и после соответствующего референдума, проведённого в ноябре 2004 года, башни Фрауэнкирхе ничто не заслоняет, они видны издалека и определяют панораму современного Мюнхена.
Церковь является одной из двух крупнейших зальных церквей и одной из трёх крупнейших кирпичных церквей к северу от Альп. Площадь нефа и алтаря составляет 3 548 м².
Церковь проста снаружи и внутри — Йорг фон Хальсбах перенёс контрфорсы, характерные для большинства готических церквей, внутрь. Отдельные колонны создают вид сплошной стены и служат перегородками боковых капелл.
Необычной формы «луковичные купола», похожие на мавританские, по некоторым данным были задуманы в качестве воспроизведения наверший колонн «Боаз» и «Яхин» восточной архитектуры Храма Соломона в Иерусалиме, как его представляли в то время. Однако на самом деле они воспроизводят «Купол Скалы», который тогда считали древним храмом, отражающим Небесный Иерусалим. Изображения Купола Скалы стали известны в Германии благодаря гравюрам на дереве в издании Бернхарда фон Брейденбаха «Паломничество в Святую землю» (1483—1484) и через Всемирную хронику Шеделя (Die Schedelsche Weltchronik, 1493).

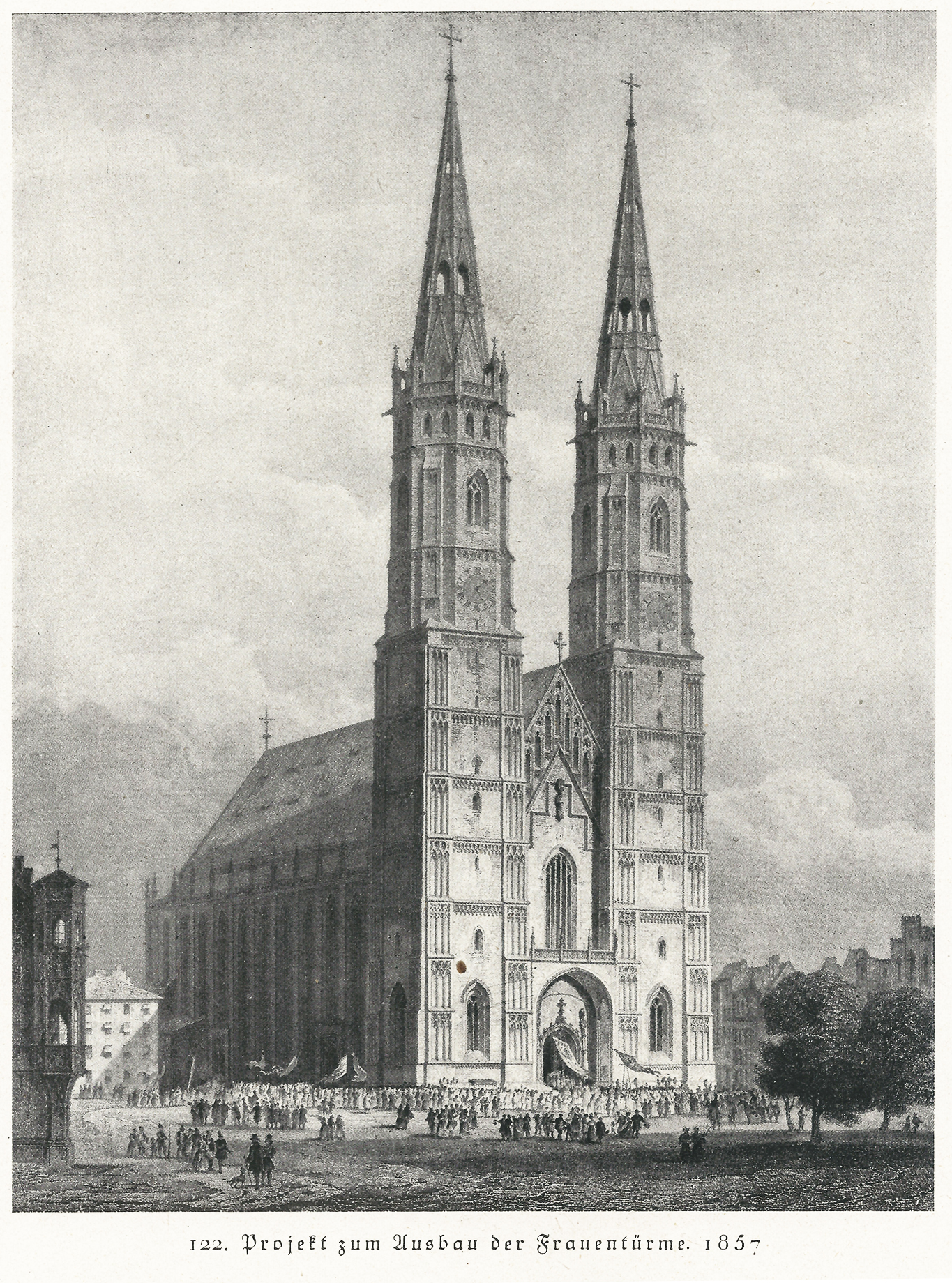
Фрауэнкирхе в 1857 году. Гравюра 1918 г.
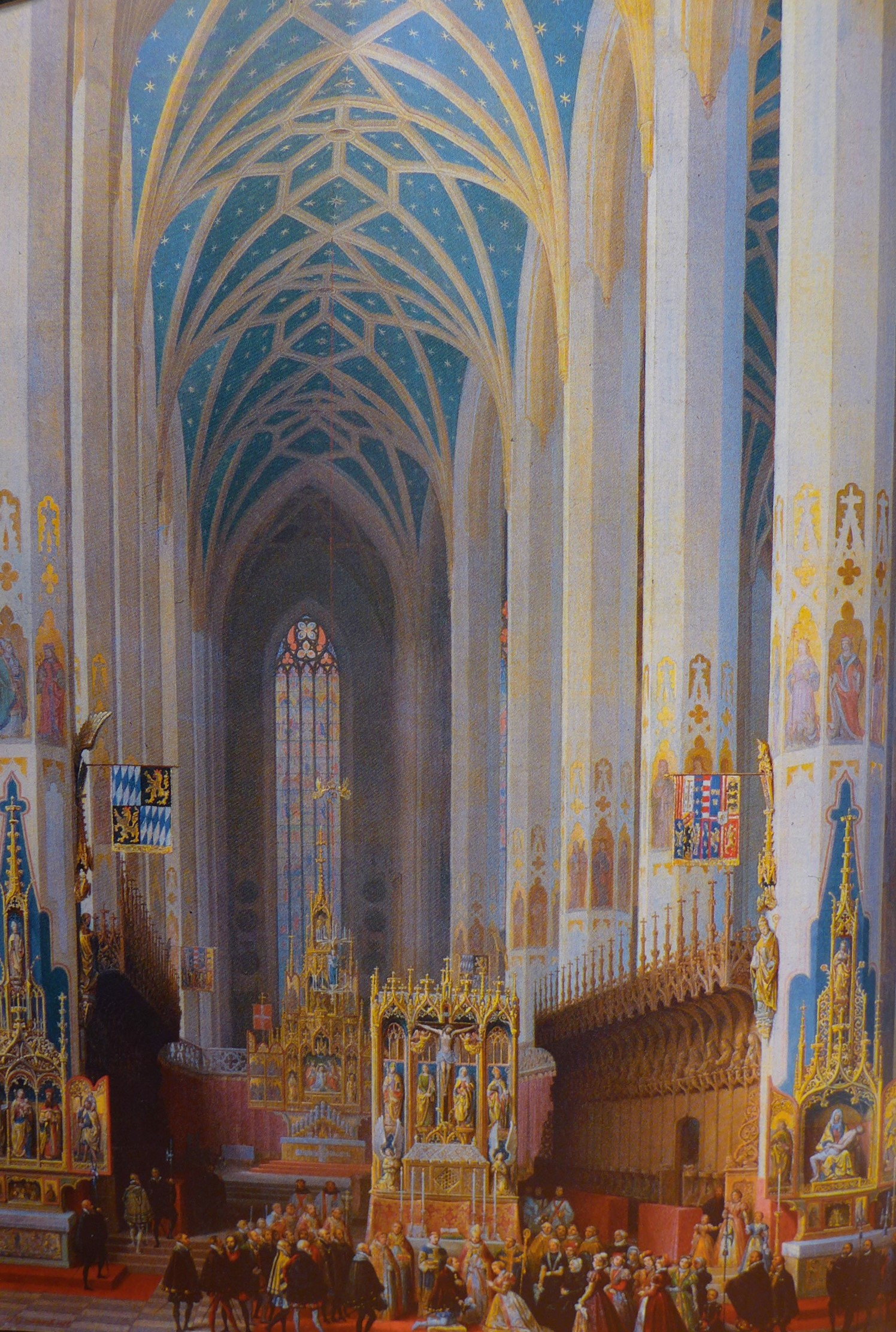
М. Айнмиллер и М. фон Швиндт. Хор мюнхенской Фрауэнкирхе во время свадьбы герцога Вильгельма V и Ренаты фон Лотринген в 1568 году. 1854. Холст, масло. Городской музей, Мюнхен
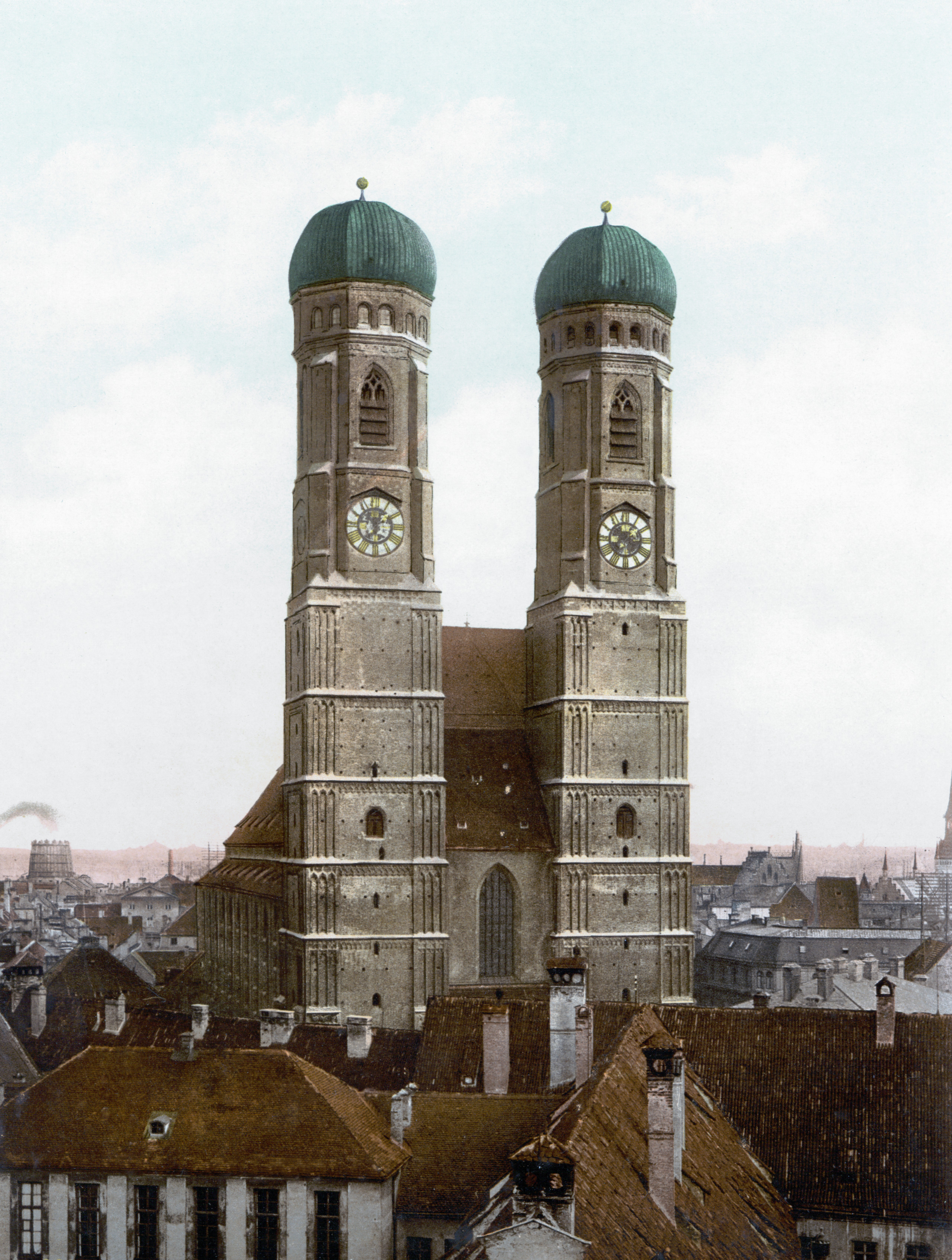
Фрауэнкирхе в 1900 году. Фотохромия
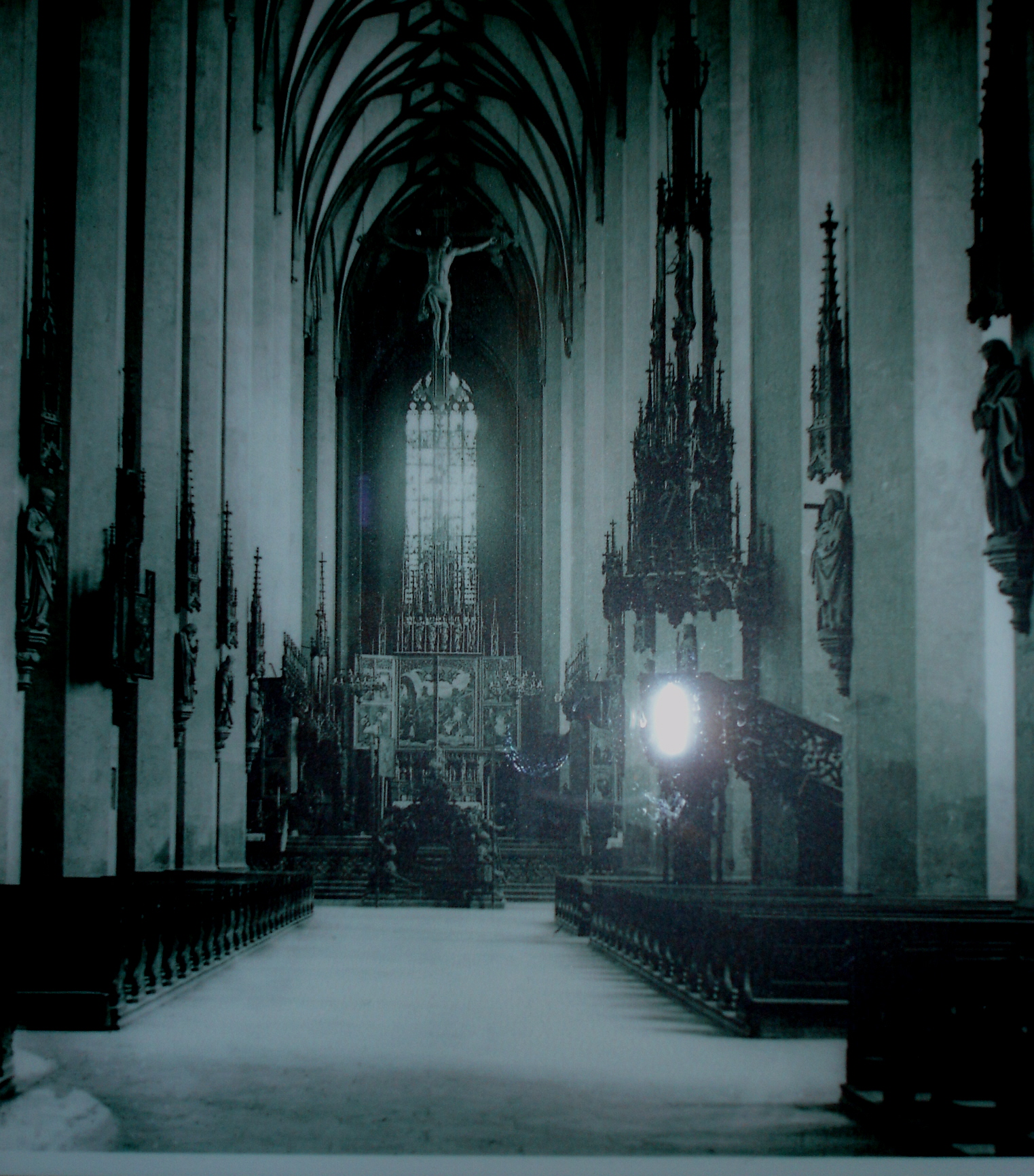
Интерьер церкви. Фотография 1870 г.
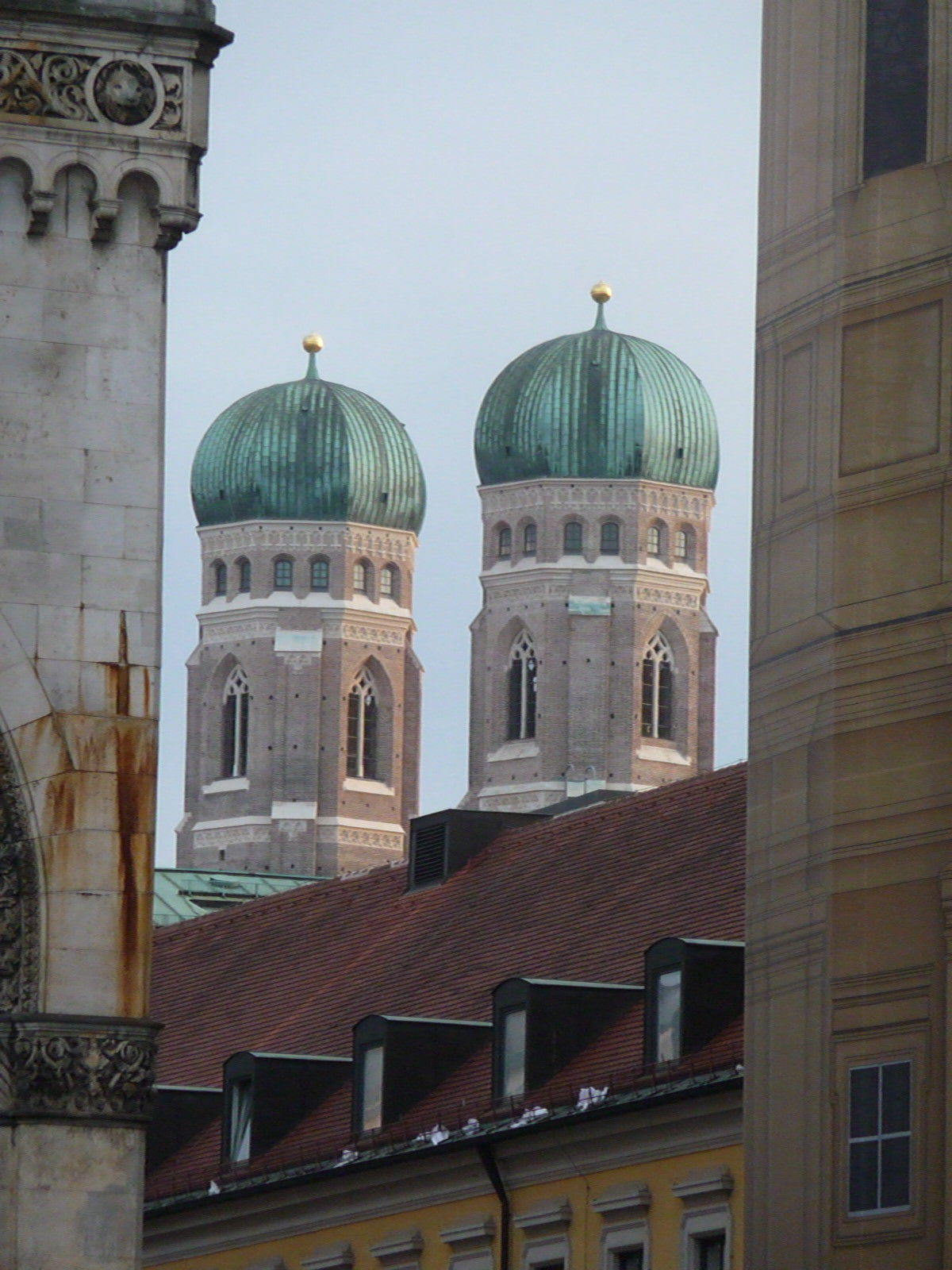
Башни Фрауэнкирхе
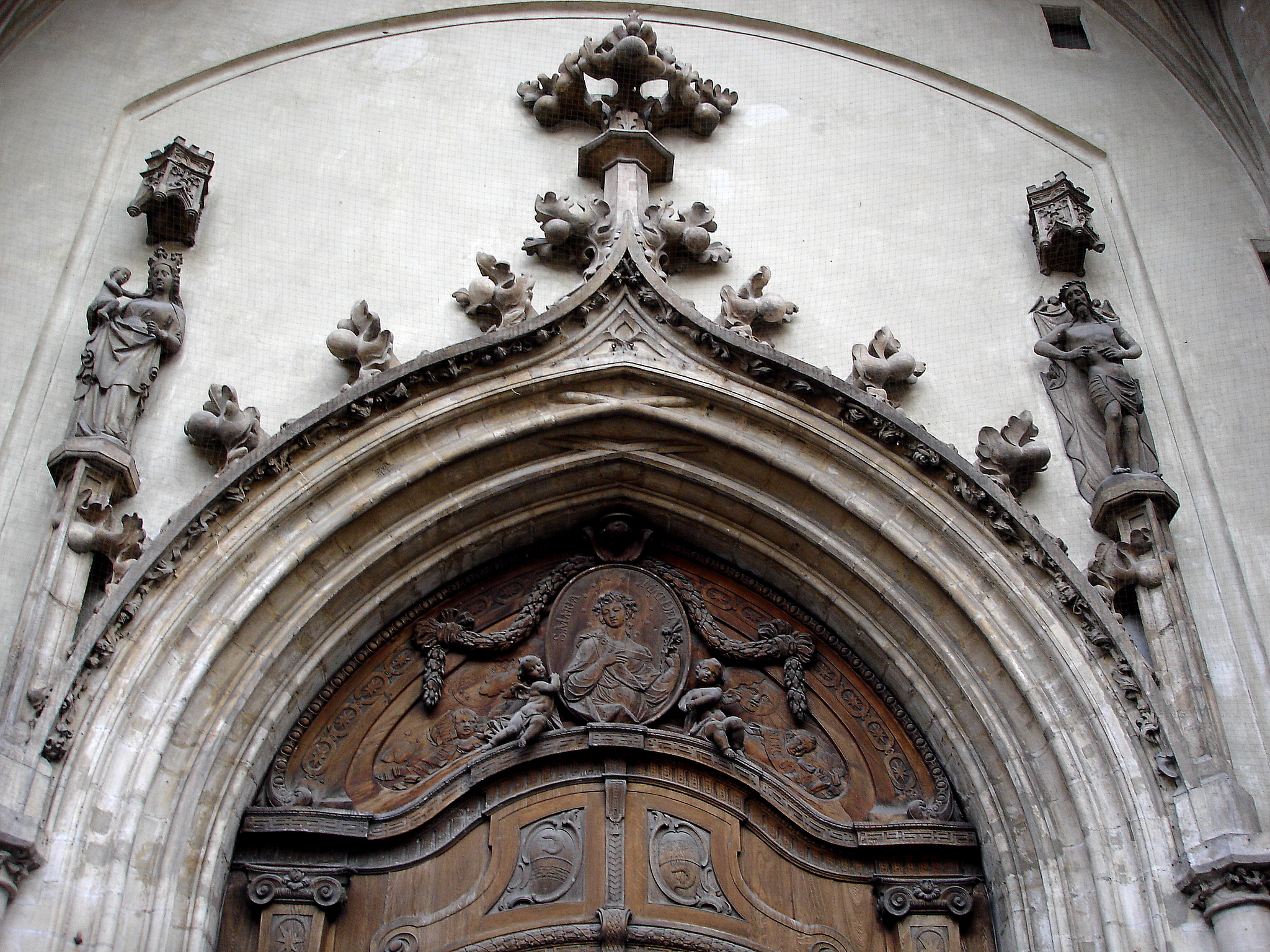
Главный портал
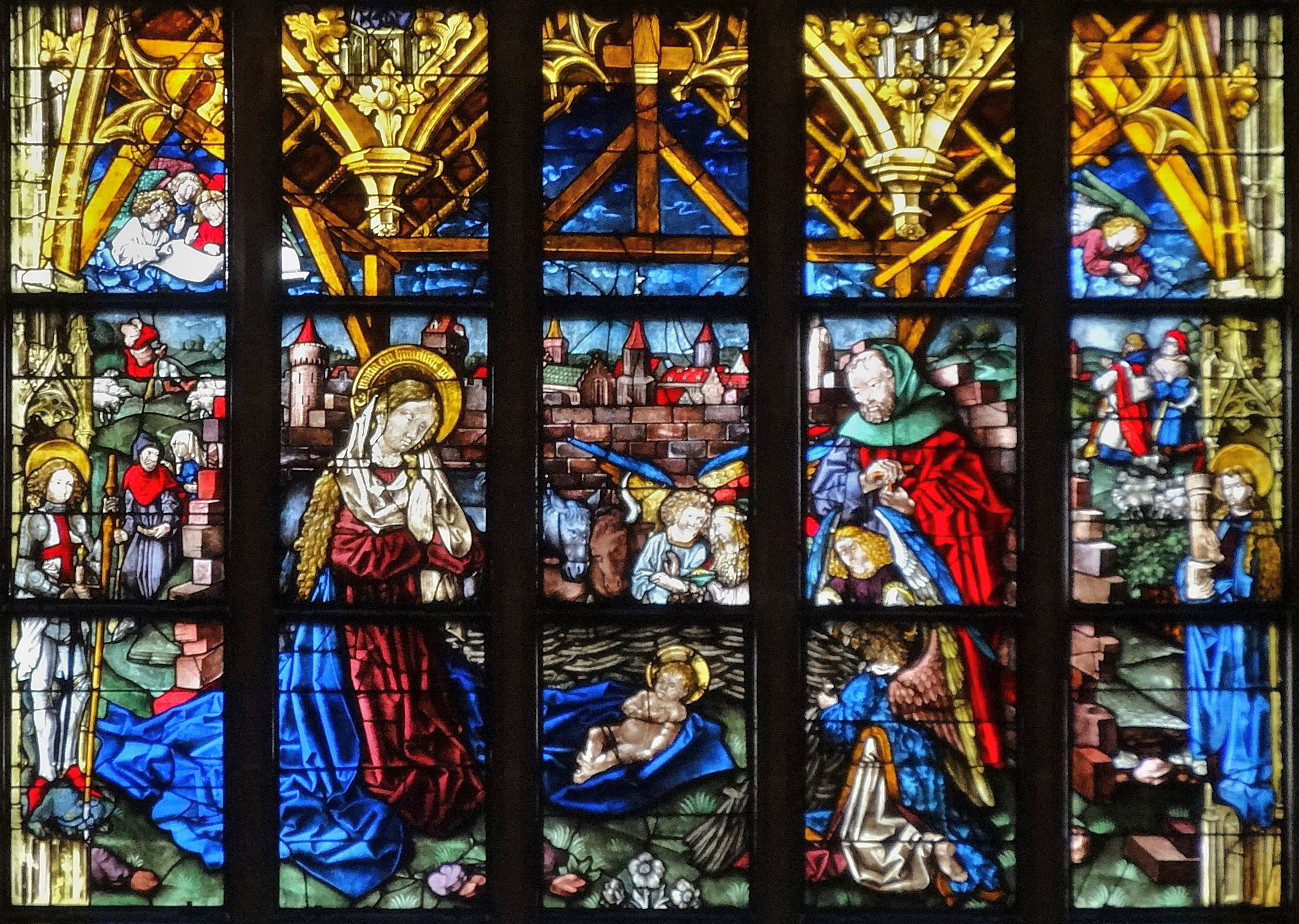
Витраж хора. Рождество
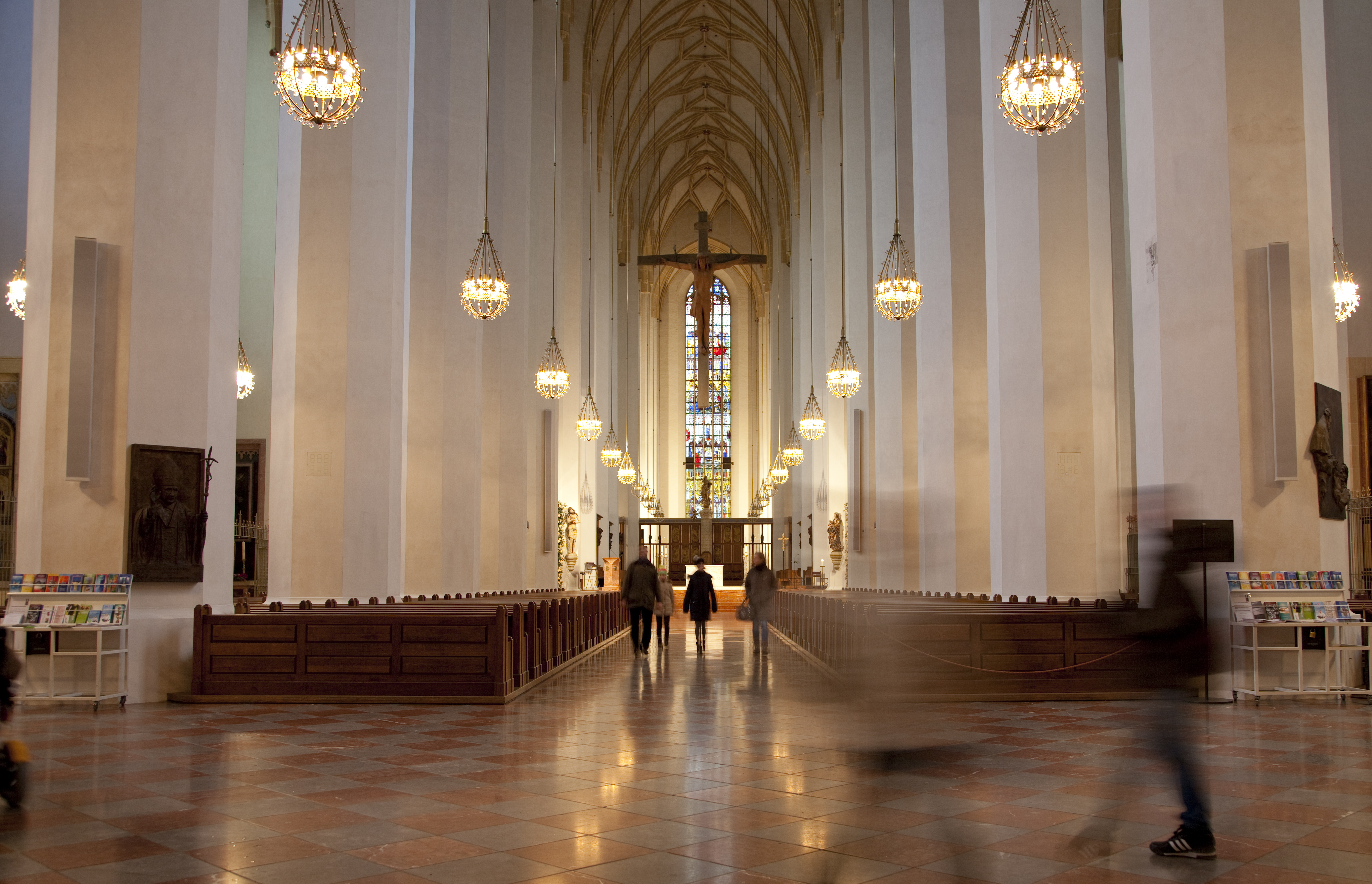
Современный интерьер. Главный неф
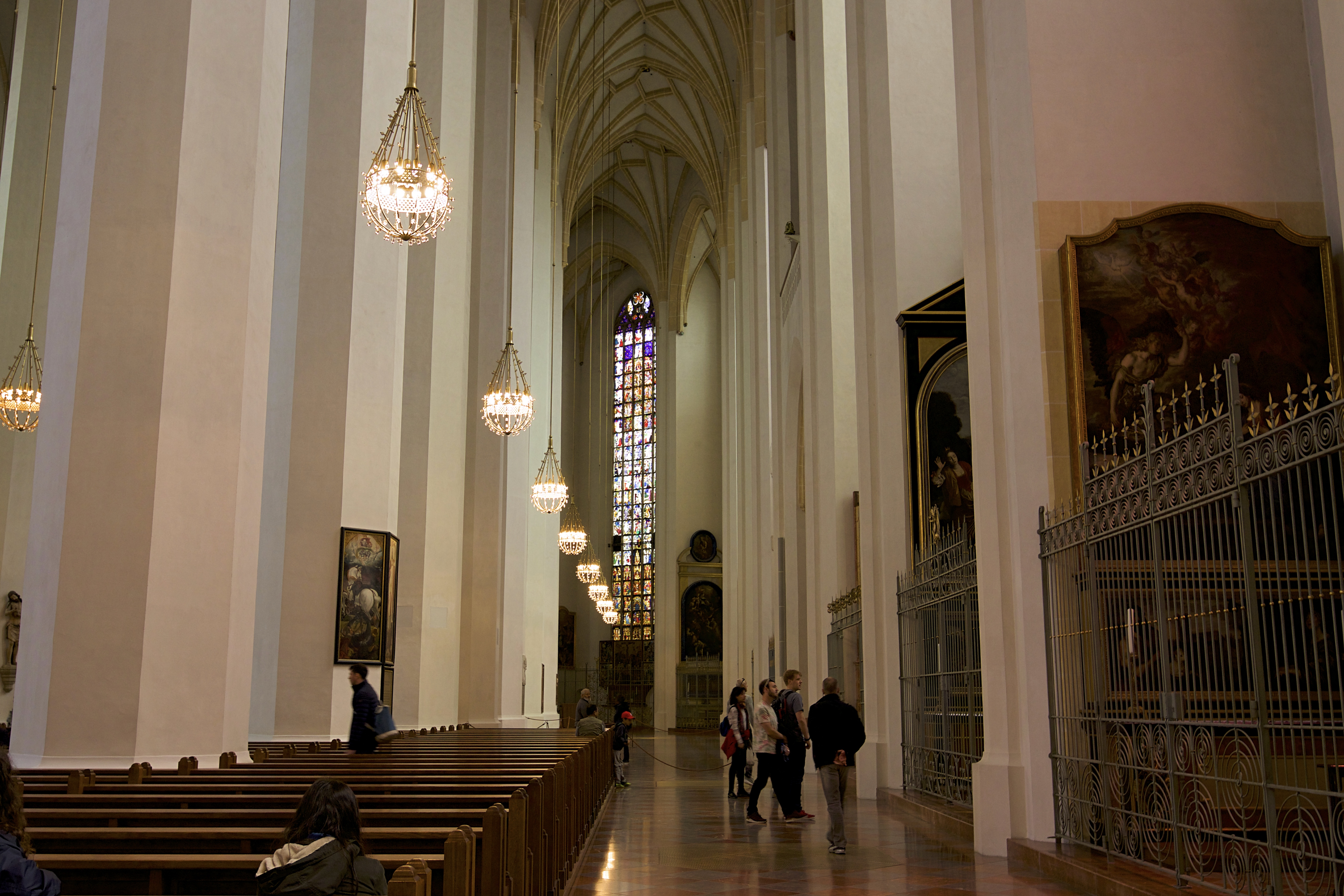
Современный интерьер. Правый неф